# Δ-己内酯
δ-己内酯（英語：δ-hexalactone）是一种有机化合物，化学式C6H10O2，可见于芒果树、烟草等物种。